# Brněnská laťka

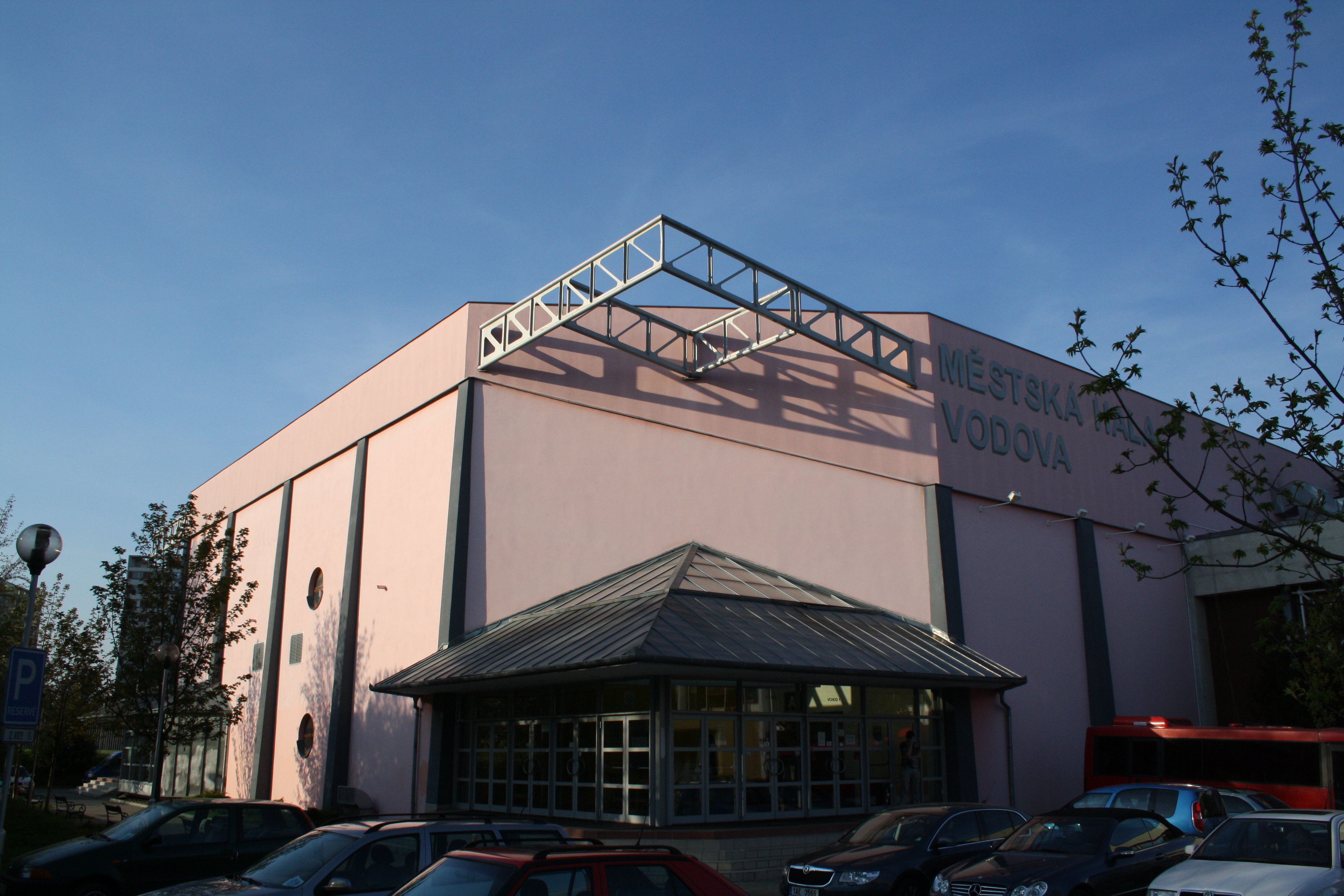
Hala Vodova

Brněnská laťka je mezinárodní halový atletický mítink ve skoku do výšky, který se koná v Brně každoročně od roku 1996. Soutěž žen se nekonala v roce 2002, v letech 2006–2007 a v roce 2011 a 2013. Rekordy mítinku drží Tomáš Janků (234 cm) a Jelena Slesarenková (202 cm).
V roce 2009 vyhráli mítink pozdější stříbrní medailisté halového mistrovství Evropy v Turíně, Rus Alexej Dmitrik a Španělka Ruth Beitiaová. Česká výškařka Oldřiška Marešová skončila třetí v novém osobním rekordu 190 cm a zaostala jen dva centimetry za limitem na HME 2009.
V roce 2011 byl mítink zapojen do nového výškařského seriálu Czech High Jump Grand Prix. Součástí seriálu, jehož záštitu přijal i premiér Petr Nečas, jsou také mítinky Ostravská laťka a Novinářská laťka. 17. ročník závodu se v roce 2012 uskutečnil v brněnském nákupním a zábavním centru Olympie.

## Přehled vítězů

### Muži
| Ročník | Rok  | 1. místo            | Výkon  | 2. místo            | Výkon  | 3. místo                                    | Výkon  |
| ------ | ---- | ------------------- | ------ | ------------------- | ------ | ------------------------------------------- | ------ |
| 1.     | 1996 | Vjačeslav Tirtišnik | 2,30 m | Sergej Kolesnik     | 2,28 m | Jurij Sergienko                             | 2,25 m |
| 2.     | 1997 | Jarosław Kotewicz   | 2,31 m | Vjačeslav Tirtišnik | 2,25 m | Przemysław Radkiewicz                       | 2,22 m |
| 3.     | 1998 | Martin Kacola       | 2,25 m | Grigorij Fedorkov   | 2,22 m | Jozef Bočkay                                | 2,22 m |
| 4.     | 1999 | Pjotr Brajko        | 2,28 m | Alexej Krysin       | 2,25 m | Alexej Lesničij                             | 2,18 m |
| 5.     | 2000 | Pjotr Brajko        | 2,27 m | Alexej Krysin       | 2,24 m | Hennazdy Maroz                              | 2,24 m |
| 6.     | 2001 | Sergej Dymčenko     | 2,28 m | Tomáš Ort           | 2,24 m | Djorde Niketič                              | 2,24 m |
| 7.     | 2002 | Mark Boswell        | 2,32 m | Hennazdy Maroz      | 2,30 m | Grzegorz Sposób                             | 2,27m  |
| 8.     | 2003 | Staffan Strand      | 2,30 m | Michail Cvetkov     | 2,30 m | Hennazdy Maroz                              | 2,30 m |
| 9.     | 2004 | Svatoslav Ton       | 2,25 m | Terrance Woods      | 2,25 m | Ben Challenger                              | 2,25 m |
| 10.    | 2005 | Svatoslav Ton       | 2,33 m | Tomáš Janků         | 2,27 m | Ben Challenger                              | 2,27 m |
| 11.    | 2006 | Tomáš Janků         | 2,28 m | Wilbert Pennings    | 2,26 m | A.Waleriańczyk                              | 2,26 m |
| 12.    | 2007 | Tomáš Janků         | 2,34 m | Michal Bieniek      | 2,30 m | Svatoslav Ton                               | 2,28 m |
| 13.    | 2008 | Jamie Nieto         | 2,27 m | Jaroslav Bába       | 2,23 m | Mark Boswell                                | 2,23 m |
| 14.    | 2009 | Alexej Dmitrik      | 2,30 m | Alexandr Šustov     | 2,30 m | Lisvany Pérez                               | 2,24 m |
| 15.    | 2010 | Alexej Dmitrik      | 2,31 m | Jaroslav Bába       | 2,28 m | Jamie Nieto                                 | 2,20 m |
| 16.    | 2011 | Jaroslav Bába       | 2,28 m | Keith Moffatt       | 2,26 m | Fabrice Saint-Jean                          | 2,22 m |
| 17.    | 2012 | Trevor Barry        | 2,30 m | Viktor Ninov        | 2,22 m | Jaroslav Bába Mickael Hannany Piotr Sleboda | 2,22 m |
| 18.    | 2013 | Jü Wang             | 2,30 m | Jaroslav Bába       | 2,26 m | Viktor Ninov Alexandru Tufa                 | 2,20 m |

### Ženy
| Ročník | Rok  | 1. místo             | Výkon  | 2. místo              | Výkon  | 3. místo           | Výkon  |
| ------ | ---- | -------------------- | ------ | --------------------- | ------ | ------------------ | ------ |
| 1.     | 1996 | Světlana Zalevská    | 1,96 m | Donata Jancewiczová   | 1,90 m | Taťána Chramová    | 1,87 m |
| 2.     | 1997 | Viktoria Fjodorovová | 1,95 m | Světlana Zalevská     | 1,95 m | Nelė Žilinskienė   | 1,95 m |
| 3.     | 1998 | Jelena Jelesinová    | 1,95 m | Zuzana Hlavoňová      | 1,95 m | Marina Kupcovová   | 1,95 m |
| 4.     | 1999 | Marina Kupcovová     | 1,93 m | Taťána Ševčikovová    | 1,90 m | Jelena Jelesinová  | 1,90 m |
| 5.     | 2000 | Venelina Venevová    | 1,97 m | Olga Kaliturinová     | 1,94 m | Zuzana Hlavoňová   | 1,94 m |
| 6.     | 2001 | Taťána Nikolajevová  | 1,87 m | Marina Kupcovová      | 1,87 m | Taťána Ševčikovová | 1,75 m |
| 8.     | 2003 | Bernadett Bódiová    | 1,89 m | Iva Straková          | 1,86 m | Diana Lázničková   | 1,83 m |
| 9.     | 2004 | Zuzana Hlavoňová     | 1,95 m | Diana Lázničková      | 1,90 m | Barbora Laláková   | 1,90 m |
| 10.    | 2005 | Barbora Laláková     | 1,90 m | Romana Dubnova        | 1,87 m | Diana Lázničková   | 1,84 m |
| 13.    | 2008 | Jelena Slesarenková  | 2,02 m | Jekatěrina Savčenková | 1,98 m | Iva Straková       | 1,92 m |
| 14.    | 2009 | Ruth Beitiaová       | 1,96 m | Irina Gordějevová     | 1,93 m | Oldřiška Marešová  | 1,90 m |
| 15.    | 2010 | Ruth Beitiaová       | 1,98 m | Nicole Forresterová   | 1,92 m | Iva Straková       | 1,92 m |
| 17.    | 2012 | Esthera Petreová     | 1,93 m | Venelina Venevová     | 1,90 m | Anna Iljuštšenková | 1,90 m |